# موسیقی مدرن
موسیقی مدرن یا نوگرایی در موسیقی، به دیدگاهی فلسفی و زیبایی‌شناسانه اشاره دارد که برگرفته از تغییر در زبان موسیقایی و توسعه آن در سال‌های پایانی سده ۱۹ میلادی و ابتدای سده ۲۰، است. در این دوره، واکنش‌های مختلفی برای به چالش کشیدن و تفسیر دسته‌بندی‌های قدیمی‌تر موسیقی رخ داد به شکلی که نوآوری‌هایی برای گشودن راهی تازه در سازماندهی و رسیدن به دیدگاه‌های ملودیک، هارمونیک و صدایی تازه در موسیقی پدید آمدند و نگاه جهانی زیبایی‌شناسانه را در ارتباطی نزدیک با دوره‌ای بزرگ‌تر، قابل‌شناسایی و هویت دار از نوگرایی در هنر آن زمان، تغییر دادند. نوآوری، بهترین و عملگرایانه‌ترین کلمه‌ای است که برای این اتفاق می‌توان ذکر کرد. از ویژگی‌های برجسته این دوره، کثرت در زبان موسیقی است که نشان می‌دهد هیچ سبک موسیقایی تاکنون، در موضع غالب نبوده است.
حقیقت ذاتی این تفکر، این اعتقاد است که موسیقی به هیچ‌وجه پدیده‌ای ایستا نیست که توسط حقایق همیشگی و اصول کلاسیک تعریف شود. بلکه پدیده‌ای است ذاتاً تاریخی و تکاملی. در حالی‌که اعتقاد به پیشرفت موسیقایی یا اصل نوآوری در مدرنیسم، تازه و یکتا نیستند بلکه مانند ارزش‌هایی هستند که به‌طور ویژه در مواضع زیبایی‌شناختی نوگرایی اهمیت دارند.  
برای مثال می‌توان به ارزشمند بودن کار آرنولد شونبرگ در رد تونالیته در آثار پساتونال کروماتیک و موسیقی دوازده‌نغمه‌ای او و حرکت ایگور استراوینسکی به سمت دوری کردن از ضرب‌آهنگ اشاره کرد. 